# Цхалтубо
Цхалту́бо (груз. წყალტუბო) — місто в краї (мхаре) Імереті, західна Грузія, адміністративний центр Цхалтубского муніципалітету, бальнеологічний курорт.

## Розташування
Цхалтубо розташований в долині річки Цхалтубо, що впадає у річку Губісцкалі, на висоті 95 — 120 м над рівнем моря, 9 км на північний захід від Кутаїсі, 253 км від Тбілісі та 70 км від Чорного моря. З північного сходу до Цхалтубо примикають відроги Самгуральского хребта, що відноситься до гірській системі Великого Кавказу. На території Цхалтубо є понад 150 різних видів, багаторічних, листяних і хвойних дерев. Окрасою міста-курорту є великий парк з субтропічній рослинністю: вічнозеленими чагарниками та листяними лісами, в яких ростуть дуб, бук, граб.. На південь простягається Колхідська низовина, що виходить до Чорного моря. Курорт розташований в зоні вологих субтропіків. На околиці міста знаходиться, на площі 270 км², знаходиться всесвітньо відомий заповідник Сатаплія, відомий своєю карстовою печерою Куміставі відома також як печера Прометея, в печері відкрито музей.

## Історія
Перші згадки про Цхалтубо, як про дивовижне місце, відомоме своїми цілющими джерелами, відносяться ще до VII століття. Цхалтубо згадується в джерелах 7 століття. У 12-13 століттях, за часів Грузинського царства, поселення пов'язують з цілющими мінеральними джерелами, які знаходяться в районі Цхалтубо. У документах згадуються «маглакські» лазні. Під ними історики мали на увазі цхалтубські джерела. Про мінеральні води Цхалтубо збереглися легенди та перекази. За однією легендою, у XVII столітті пастух, якого турбував біль у суглобах, пас у цих місцях худобу. Він випадково набрів на джерело з теплою водою (цкалі) і першим випробував на собі її лікувальні властивості, що принесло йому велике полегшення. Так стала поширюватися слава про місцеві джерелах. А курорт перейменували у Цхалтубо замість стародавнього Маглакі.
Використання джерел мінеральної води за призначенням почалося, ймовірно з 7 ст. У 12-13 ст. джерела вже була популярними по усій Грузії. Після монголо-татарської навали, цхалтубські джерела були призабуті, а місто було у підпорядкуванні правителів Імеретії. До середини 17 століття Цхалтубо було невеличким поселенням. Цілющі джерела привернули увагу дослідників, але ще довгий час цхалтубські джерела були необлаштовані та занедбані.
Статус бальнеологічного курорту місто отримало у 1920 році. З 1921 року було вирішено перетворити Цхалтубо у бальнеологічний курорт союзного рівня: налагоджується інфраструктура, проводяться дослідження властивостей води, приймається план забудови. Цхалтубо був розділений на три зони: житлову, санітарну та бальнеологічну. У 1931-32 роках проводяться широкомасштабні науково-дослідні й гідрогеологічні дослідження.
Черговий проект розвитку в 1936 році був представлений архітектором Н.Северовим. У 1939 році Цхалтубський район був відділений від Кутаїського, внаслідок чого був заснований Цхалтубський район з центром у Цхалтубо. У 1950-51 роках був розроблений генплан (архітектори: І. Заалішвілі, В. Кедія) за яким Цхалтубо був розділений на бальнеологічну, санітарну та житлову зону.
У 1953 році Цхалтубо отримав статус міста. Після Другої Світової війни, санаторно-курортний комплекс зазнав суттєвої модернізації по збільшенню і облагороджування території, а також будівництва нових санаторіїв. Внаслідок розвалу СРСР та Грузино-Абхазького конфлікту, інтерес до Цхалтубо з боку туристів з пострадянського простору різко знизився, а комплекс занепав. Зараз, місцева влада зайняті відновленням колишньої популярності і можливо, вже через деякий час курорт знову поверне собі втрачений авторитет.
У перекладі з грузинської мови «Цхалтубо» означає «лікувальна вода».

## Клімат
На формування клімату Цхалтубо істотний вплив має його географічне розташування в улоговині Колхидської рівнини, у підніжжя відгалужень головного Кавказького хребта, який з'єднується з Південно-Грузинським нагір'ям Сурамським хребтом, де починається вершина Колхидської низовини, яка займає низові басейни річки Ріоні, і зливається зі східним узбережжям Чорного моря. Таким чином, Цхалтубо оточений горами та пагорбами і відкритий у бік моря.
Наявність природних перешкод з півночі і півдня захищає Цхалтубо від проникнення холодних мас повітря і визначає основні шляхи їх проникнення з заходу і сходу. Зима дуже м'яка (середня температура 5 °C), літо — дуже тепле (середня температура серпня 24 °C), опадів близько 1400 мм на рік. В Цхалтубо сніг практично ніколи не випадає.

## Курорт

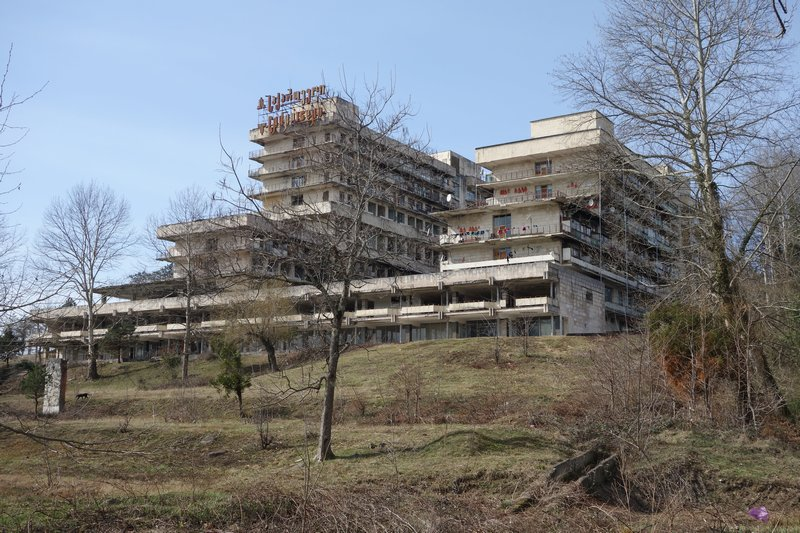
Готель «Сакартвело»

Серед найбільш відомих курортів Грузії (Боржомі, Саїрме) курорт Цхалтубо займає особливе місце. Йому одному притаманні своєрідні риси, зумовлені географічним розташуванням, сприятливим кліматом і наявністю унікальних термо — радонових мінеральних джерел, які за своїми лікувальними властивостями не знають собі рівних у Світі. Лікувальна вода Цхалтубо стала символом здорового способу життя. Мінеральні води Цхалтубо відносяться до слаборадонових (7,5 од. Махе або 40-100Бк), хлоридно-гідрокарбонатно-сульфатних, натрієво-магнієво-кальцієвих вод. Природна температура вод (33-35 °C), що дозволяє використовувати їх без попереднього підігріву. Воду джерел застосовують для ванн, зрошень та інгаляцій. Завдяки своїм дивним лікувальним властивостям Цхалтубська мінеральна вода виліковує до 60 захворювань. На курорті ефективно лікуються діти, уражені такими тяжкими недугами як ревматизм, поліомієліт і церебральний параліч. Природним лікувальним засобом є також карстові печери. Мікроклімат печер сприятливий при лікуванні бронхіальної астми, стенокардії, гіпертонічних захворювань, неврозах і хронічної пневмонії. У радянський час це був один з найвідоміших курортів Грузії, куди щорічно приїжджало до 125 000 відпочиваючих.
У Цхалтубо дуже багато джерел мінеральних вод, які застосовують для ванн та інгаляцій. Мінеральні води Цхалтубо належать до слаборадонним і мають стійкі психо-хімічні властивості. Лікувальні властивості: лікування захворювань органів кровообігу, руху і опори, гінекологічних, захворювань нервової системи.
За профілем і географічному розташуванню Цхалтубо відноситься до бальнеологічному передгірного курорту вологих субтропіків з дуже теплим літом і м'якою зимою. На формування клімату впливають Чорне море, а також південні схили головного Кавказького хребта, який захищає місто від вторгнення холодних мас повітря з півночі.
Тут лікують:
- Захворювання опорно-рухового апарату (болі в хребті і ногах, наслідки переломів і травм, остеохондроз, радикуліт, артрит, артроз та інше);
- Захворювання серцево-судинної системи.
- Захворювання нервової системи (хвороби периферичної нервової системи, хвороби центральної нервової системи).
- Захворювання жіночої статевої сфери, в тому числі безпліддя.
- Захворювання шкіри (псоріаз, нейродерміт, екзема, вугрі та інше).

На курорті виявлений ще один природний лікувальний фактор — карстові печери, мікроклімат яких успішно використовується для лікування гіпертонічної хвороби, бронхіальної астми та неврозів.
У Цхалтубо розташований унікальний музей медичних милиць та палиць. Ідея організації в Цхалтубо музей медичних милиць та палиць виникла після того, як тут лікувався Абдель Насер та був поставлений на ноги, в буквальному сенсі цього слова.

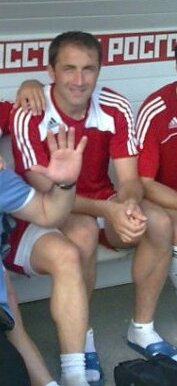
Михайло Ашветія

### Мінеральна вода
Походження цхалтубської води в геологічному відношенні вважається найдавнішим, у формуванні якої беруть участь сучасні гідрохімічні процеси.
Однак, вважають, що формування цхалтубської води відбувається за рахунок величезних ресурсів підземних статичних вод, які виходять на земну поверхню бальнеологічної зони за рахунок гідростатичного тиску карстових вод.
Згідно змішаної гіпотези, багата хлором вода піднімається з средньоюрских відкладень, змішується з сульфатною водою верхньої кори, а потім в нижньокрейдових вапняках опріснюється гідрокарбонатною водою. Поповнення запасів цхалтубської мінеральної води в основному пов'язано з атмосферними опадами, що випадають на схилах Самгуральского хребта.
Збагачення радоном цхалтубської мінеральної води відбувається в пісках наносних відкладень. Завдяки відсутності токсичних елементів води, процедури легко переносяться.
Хімічний склад цхалтубських джерел характеризується стабільністю і в часі не змінюється. Це підтверджується зіставленням хімічних аналізів, пророблених за останні 70-80 років.
У цхалтубських мінеральних джерелах знайдені біологічно активні мікроелементи: йод, бром, марганець, літій, бор, цинк, стронцій, мідь, які, грають важливу роль в життєдіяльності організму.
Значну роль в цхалтубських джерелах грають гази: азот, радон, гелій, аргон.

## Економіка
У місті розвинута харчова, хімічна промисловість, виробництво кришталю.

## Спорт
У місті є футбольний клуб «Самгуралі» (груз. სამგურალი წყალტუბო), заснований у 1945 році під назвою «Медик». За клуб у 1995 році виступав Михайло Ашветія (груз. მიხეილ აშვეთია). Тренери команди: Пата Кутателадзе, Отар Бобохідзе, тренер-консультант: Трістан Манагадзе.
Діє у Цхалтубо спортивна школа, у якій є 368 учнів. Культивуються у школі: греко-римськоа боротьба, дзюдо, баскетбол, шахи, регбі, легка атлетика, футбол, гандбол, волейбол та тхеквондо.